# Fidel Molina-Luque
Fidel Molina Luque (Lérida, Cataluña, España; 5 de noviembre de 1961) es un sociólogo y profesor español. Desde 2011 es catedrático  de Sociología de la Universidad de Lérida. Además, es presidente  de la Asociación Catalana de Sociología, integrada en la Federación Española de Sociología y filial del Instituto de Estudios Catalanes (2015-2017). Son destacados sus trabajos de investigación sobre sociología de la educación, la educación intercultural, las relaciones intergeneracionales y la profiguración.

## Reseña biográfica
Catedrático de Sociología de la Universidad de Lérida. Decano de la Facultad de Ciencias de la Educación (1998-2001 y 2001-2004). Director del Instituto de Ciencias de la Educación- Centro de Formación Continua (ICE-CFC, 2011-2015). Director del Instituto de investigación en Ciencias Sociales y Humanidades, INDEST (Instituto de Desarrollo Social y Territorial, 2016-). Presidente de la Asociación Catalana de Sociología (ACS, 2015-2017) y miembro de la Federación Española de Sociología (FES). Impulsor y coordinador del Grupo de Investigación Consolidado GESEC (Grupo de Estudios Sociedad, Salud, Educación y Cultura, 2014-) y de la RINEIB (Red Internacional de Investigación en Educación Intercultural y Educación Intercultural Bilingüe, 2007-2009). Es graduado en Mediación y Resolución de Conflictos, y Formador de Formadores en Educación Intercultural.
Ha publicado diferentes artículos, libros y capítulos de libros sobre temas de Sociología de la Educación y Educación Intercultural, Relaciones intergeneracionales, Mediación y Resolución de Conflictos, y también sobre cuestiones de Ocio y Deporte, y sobre Liderazgo, Gestión y Formación de Recursos Humanos.
Fidel Molina Luque propone el concepto de “Profiguración” y Socialización “Profigurativa” para formular el tipo de socialización conjunta, colaborativa, de manera dialógica y no necesariamente jerarquizada, entre las diversas generaciones, en pos de la figuración (vid Norbert Elias y Margaret Mead). En este sentido, son fundamentales las relaciones solidarias intergeneracionales, entre ancianos, adultos y jóvenes, en una socialización entramada, interdependiente, transversal y holística.

## Obra publicada (síntesis)
Entre las publicaciones realizadas destacan los siguientes libros y capítulos de libros (selección):
- Fidel Molina y José Yuni (coords)(2000): Reforma Educativa, Cultura y Política. El proyecto “inacabado” de la modernidad. Buenos Aires, Temas Grupo Editorial (Temas Sociales-FLACSO, Argentina)
- Fidel Molina (2002): Sociología de la Educación Intercultural. Buenos Aires, Editorial Lumen (Argentina).
- Fidel Molina (2004): “Resolución de conflictos en el grupo”, en El grupo en la promoción y educación para la salud (Pérez y Saéz, eds), Editorial Milenio (España).
- Gladys Matus y Fidel Molina (2006): Metodología Cualitativa: un aporte de la Sociología para investigar en Bibliotecología. Valparaíso, Universidad de Playa Ancha (Chile).
- Fidel Molina (2007): “Diversidad Cultural y Diversidad Lingüística en el proceso de Bolonia”, en El futuro espacio universitario europeo. Una visión desde Euskadi. Bilbao, EUROBASK (España).
- Fidel Molina (ed)(2008): Alternativas en Educación Intercultural. El caso de América Latina: la educación intercultural y bilingüe. Lérida, DeParís Ediciones (España)
- Fidel Molina (2012): Servicio Militar y Conflicto. Lérida, Editorial Milenio (España)
- Fidel Molina (2013): “La Educación Intercultural: complejidades enriquecedoras” (p. 184-192) y “Red Internacional de Investigación en Educación Intercultural y Educación Intercultural Bilingüe RINEIB, Europa-América Latina” (p. 627-630) en Reflexiones y experiencias sobre educación superior intercultural en América Latina y el Caribe. Tercer Encuentro Regional. Secretaría de Educación Pública, Coordinación General de Educación Intercultural y Bilingüe, Gobierno de la República, México, Distrito Federal (México)
- Fidel Molina-Luque (2017): “Calidad de vida y Socialización Profigurativa: consideraciones éticas sobre investigación en Educación y Salud” (p. 151-165), en Educación, Salud y Calidad de Vida. Nuevas perspectivas interdisciplinares e interculturales. Barcelona, Editorial Graó.
- Fidel Molina-Luque y Montserrat Gea-Sánchez (coords)(2017): Educación, Salud y Calidad de Vida. Nuevas perspectivas interdisciplinares e interculturales. Barcelona, Editorial Graó (España)
- Fidel Molina-Luque (2018): “La Sociología de la Educación en España: perspectivas de futuro en investigación y docencia” (p. 8-20) en Fracturas sociales y educativas: desafíos para la Sociología de la Educación. Valencia, Institut de Creativitat i Innovacions Educatives de la Universitat de València.

Entre los artículos en revistas especializadas (selección):
- Fidel Molina (1998): “Elementos sociológicos del servicio militar”, en Revista Internacional de Sociología (RIS), 21: 7-32.
- Fidel Molina (2000): “Apuntes para una Sociología de la Educación Intercultural”, en Cultura y Educación (C&E), 17-18: 167-180.
- Fidel Molina (2001): “Youth and Community: Conscripts’ Festivals and Their Contradictions”, en Journal of Youth Studies, 4 (3): 335-350.
- Fidel Molina (2002): “Entre l’identité et l’identification: un problème complexe de la recherche sociologique dans le domaine de l’interculturalité”, en Sociétés, 76: 59-70.
- Fidel Molina (2002): “Le profil sociologique des amateurs de football. Adhésions identitaires et fidélisation”, en STAPS. Revue Internationale des Sciences du Sport et de l’Éducation Physique, 57: 69-84.
- Fidel Molina (2005): “Nuevos conflictos sociales y su presencia educativa. Análisis sociológico y reflexiones para la intervención”, en Cultura y Educación (C&E), 17 (3): 213-223.
- Fidel Molina (2007): “Socialization, Glocal Identity and Sport”, en European Journal for Sport and Society, 4 (2): 173-181.
- Fidel Molina (2007): “Cultural and Linguistic Diversity in Higher Education”, en Science Education International (SEI) The Jorunal of ICASE (International Council of Associations for Science Education), 18 (1): 63-75.
- Fidel Molina (2010): “La interculturalidad y el papel del profesorado en las reformas educativas”, en Ra Ximhai, 6 (1): 131-143.
- Fidel Molina (2012): “Teaching in Physical Education: Socialization, Play and Emotions”, en Electronic Journal of Research in Educational Psycology, 10 (2): 755-770.
- Fidel Molina (2013): “Rapa Nui: tradición, modernidad y alterglobalización en la Educación Intercultural”, en Ra Ximhai, 9 (2): 261-282.
- Fidel Molina, Lluís Samper y Dolors Mayoral (2013): “Liderazgo femenino. Un análisis de las diferencias de género en la formación y desarrollo de asociaciones de inmigrantes africanos”, en Revista Internacional de Sociología (RIS), 71 (extra 1): 141-166.
- Fidel Molina y Núria Casado (2014): “Living Together in European Intercultural Schools: the case of the Catalan school system (Spain)”, en European Journal of Education, 49 (2): 249-258.
- Francisco Valenzuela, Fidel Molina et al. (2015): “The influence of a biopsychosocial educational internet-based intervention on pain, dysfunction, quality of life, and pain cognition in chronic low back pain patients in primary care: a mixed methods approach”, in BMC Medical Informatics and Decision Making, 15 (97).
- Deli Miró-Miró y Fidel Molina-Luque (2016): “El Aprendizaje-Servicio en la escuela rural. La escuela rural al servicio del territorio y de la sociedad”, en Aula de Innovación Educativa, 257: 33-36.
- Fidel Molina-Luque (2017): “Conflicto y colaboración en la organización y gestión universitaria: vida cotidiana y cultura institucional”, en International Journal of Organizations- Revista Internacional de Organizaciones, 19: 7-28.
- Fidel Molina-Luque (2018): “Educación Física, Calidad de Vida y la Nueva Sociología de la Infancia: repensando la Metodología Mixta en Sociología”, en Retos. Nuevas tendencias en Educación Física, Deporte y Recreación, 33: 69-73.
- Fidel Molina, Núria Casado y Paquita Sanvicen (2018): “Mujeres mayores también activas, creativas y fuertes; modelos para romper estereotipos”, en Prisma Social, 21: 43-74.
- Fidel Molina, Núria Casado & Ieva Stoncikaité (2018): “University Stakeholders, Intergenerational Relationships and Lifelong Learning: a European Case Study”, en Educational Gerentology, 752.
- Fidel Molina-Luque (2019): “Profiguración, acción creativa intercultural e innovación social: renovarse o morir en Rapa Nui (Isla de Pascua/ Easter Island)”, en Revista Latinoamericana de Estudios sobre Cuerpos, Emociones y Sociedad (RELACES), 29: 71-81.
- Rocío García-Carrión, Fidel Molina-Luque & Silvia Molina-Roldán (2018): “How do vulnerable youth complete secondary education? The key role of families and the community”, en Journal of Youth Studies, 21 (5): 701-716.

## Distinciones
Ha recibido la Mención de Excelencia a la Calidad Docente en dos ocasiones (según parámetros AQU, Agencia Calidad Universitaria, UdL, 2007 y 2012) Archivado el 5 de febrero de 2020 en Wayback Machine.; el premio (colectivo) “Grundtvig Award 2005” al mejor proyecto europeo de Educación de Adultos (“Raccontare l´Europe´ (Narrating on Europe)-Telling Europe”; Theme: Active Citizenship for a Democratic Society) y el premio (colectivo) al proyecto TOY (“Together Old and Young”, coord. Dra. Margaret Kernan, ICDI, Netherlands) por la “Lifelong Learning Platform, Brussels” (2016), en reconocimiento a su creatividad, inclusividad e innovación en la Educación de Adultos (Envejecimiento Activo, Educación a lo largo de la vida, Lifelong Learning).
Invitado por el FRA (Fonamental Rights Agency) de la Unión Europea, como asesor en Metodología de Investigación (Investigación- Acción Participativa) para un proyecto de integración del pueblo gitano en Europa (Viena, 3 de mayo de 2012).